# Bergkvara
Bergkvara is een plaats in de gemeente Torsås in het landschap Småland en de provincie Kalmar län in Zweden. De plaats heeft 974 inwoners (2005) en een oppervlakte van 153 hectare.

## Foto's

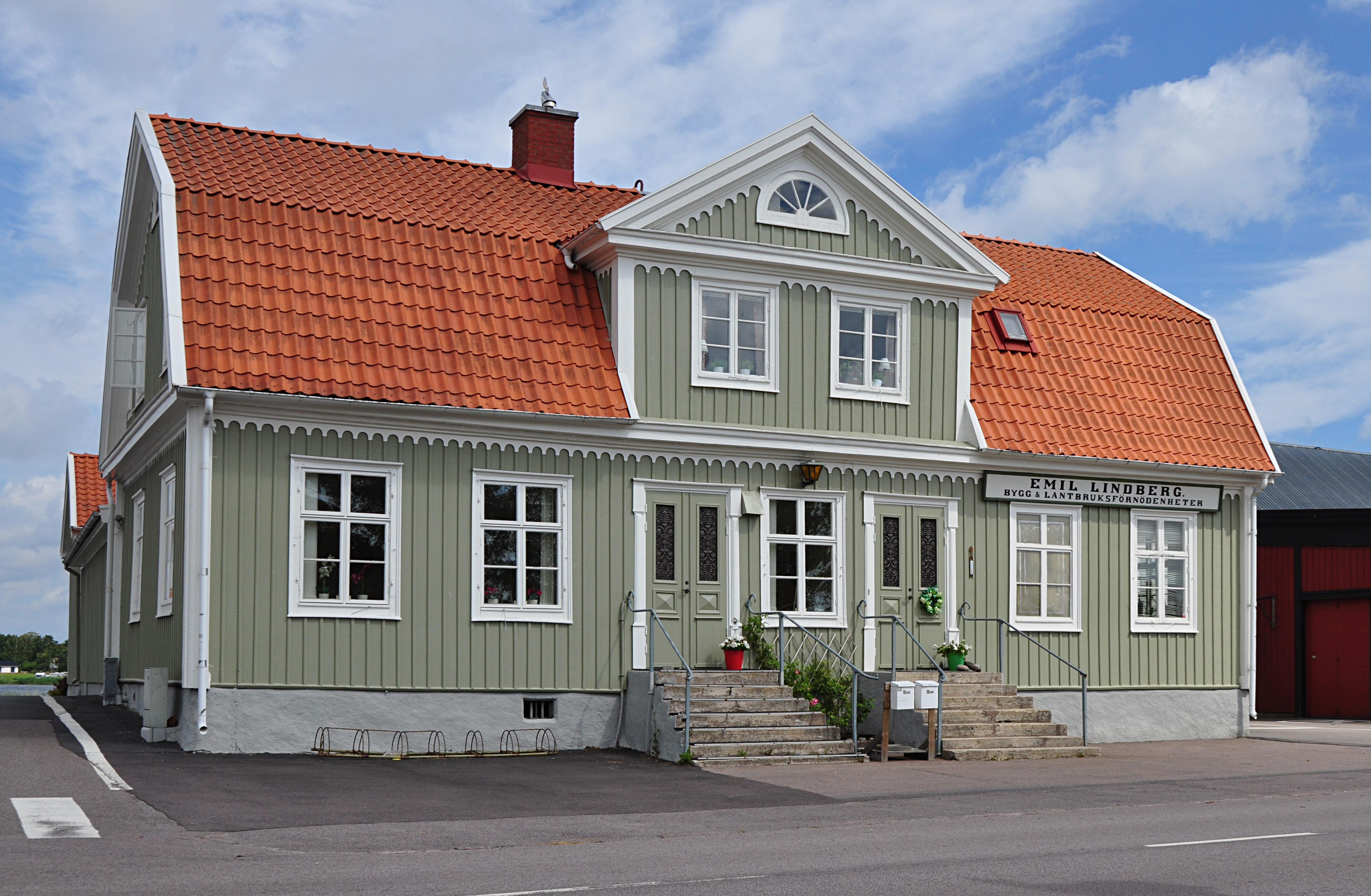
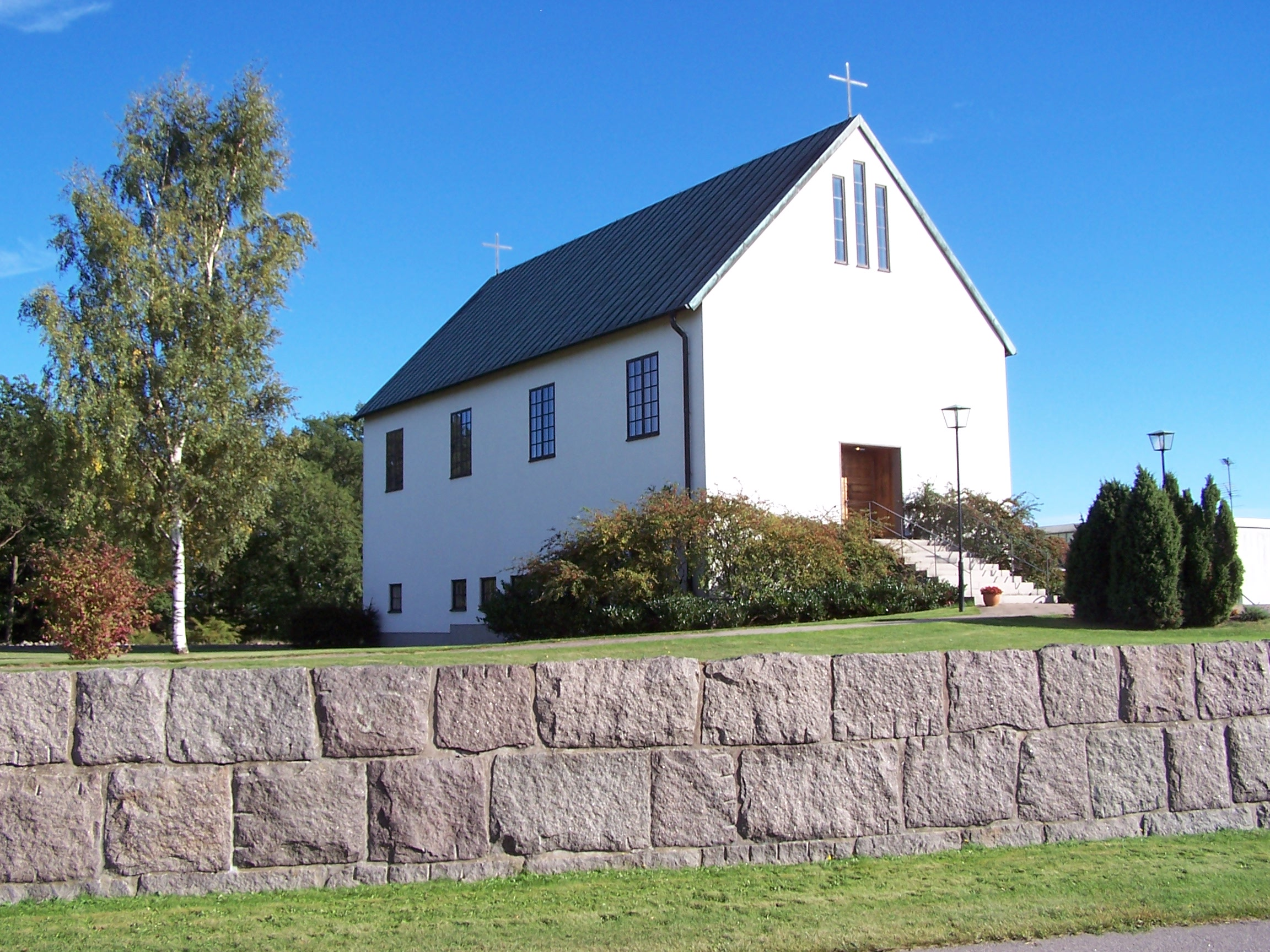